# Tichon (Czyżewski)
Tichon, imię świeckie Stepan Czyżewski (ur. 31 sierpnia 1947 w Malatyncach, zm. 14 lipca 2018) – biskup Ukraińskiego Kościoła Prawosławnego Patriarchatu Moskiewskiego.

## Życiorys
Był absolwentem technikum nr 1 w Czerniowcach. W latach 1971–1973 pracował jako tokarz. Święcenia diakońskie przyjął 17 czerwca 1973 z rąk biskupa smoleńskiego i wiaziemskiego Teodozjusza i przez kolejne cztery lata służył jako diakon w soborze katedralnym w Smoleńsku. Następnie od 1977 do 1987 służył w soborze św. Mikołaja w Czerniowcach, od 1979 jako protodiakon. Równocześnie w trybie zaocznym uczył się w seminarium duchownym w Moskwie, które ukończył w 1987.
W 1987 został skierowany do pracy duszpasterskiej w soborze św. Mikołaja w Nowym Jorku. Również w Stanach Zjednoczonych, w marcu 1990, w monasterze św. Tichona Zadońskiego w South Canaan, złożył wieczyste śluby mnisze, które przyjął od niego biskup sierpuchowski Klemens, nadając mu imię zakonne Tichon. 7 lipca 1991 przyjął w soborze św. Mikołaja w Nowym Jorku święcenia kapłańskie z rąk arcybiskupa klińskiego Makarego. Od lipca 1991 do grudnia 1992 był proboszczem nowojorskiego soboru, od października 1991 z godnością ihumena. 
Od stycznia 1993 służył w soborze Świętego Ducha w Czerniowcach, od kwietnia 1994 jako archimandryta. Następnie od 2001 do 2010 służył w jurysdykcji Ukraińskiego Kościoła Prawosławnego w Kanadzie. Od 2010 do 2014 ponownie zaliczał się do duchowieństwa eparchii czerniowiecko-bukowińskiej.
Nominację biskupią otrzymał na posiedzeniu Świętego Synodu Ukraińskiego Kościoła Prawosławnego w dniu 23 grudnia 2014, zaś jego chirotonia biskupia odbyła się pięć dni później. Objął wówczas katedrę iwano-frankiwską.
Zmarł w 2018 r., w czasie pobytu w Grecji. Został pochowany w Czerniowcach, na cmentarzu monasteru Narodzenia Matki Bożej.